# Bruno Covas
Bruno Covas wł. Bruno Covas Lopes (ur. 7 kwietnia 1980 w Santosie, zm. 16 maja 2021 w São Paulo) – brazylijski prawnik, ekonomista, polityk, był członkiem Brazylijskiej Partii Socjaldemokratycznej (PSDB), pełnił funkcję burmistrza São Paulo od 2018 roku do swojej śmierci w 2021 roku.

## Biografia
Był wnukiem byłego gubernatora stanu São Paulo Mário Covasa, a wcześniej był sekretarzem stanu ds. środowiska i prezydentem Młodzieży PSDB. W 2015 roku Bruno Covas był sprawozdawcą Mieszanej Parlamentarnej Komisji Śledczej Petrobras i członkiem Specjalnej Komisji ds. Większości Kryminalnej.
W październiku 2016 roku Covas został wybrany zastępcą burmistrza São Paulo wraz z João Dorią. Na początku kwietnia 2018 roku Covas objął urząd burmistrza po rezygnacji João Dorii, który został wybrany na gubernatora stanu w wyborach powszechnych w 2018 roku. W listopadzie 2020 roku Covas został ponownie wybrany na burmistrza, pokonując kandydata Partii Socjalizmu i Wolności (PSOL), Guilherme Boulosa.
W maju 2021 roku Covas został przyjęty do szpitala Sírio-Libanês w celu kontynuowania leczenia raka, prosząc o 30-dniowy urlop administracyjny. Zmarł 16 maja 2021 roku, zostając pierwszym burmistrzem São Paulo, który zmarł na stanowisku.